# Stanisław Karol Grochmal
Stanisław Karol Grochmal (ur. 20 listopada 1928 w Odrzykoniu, zm. 15 lipca 2009 w Sanoku) – polski inżynier związany z Sanocką Fabryką Autobusów „Autosan”, oficer aparatu bezpieczeństwa, działacz sportowy i społeczny.

## Życiorys

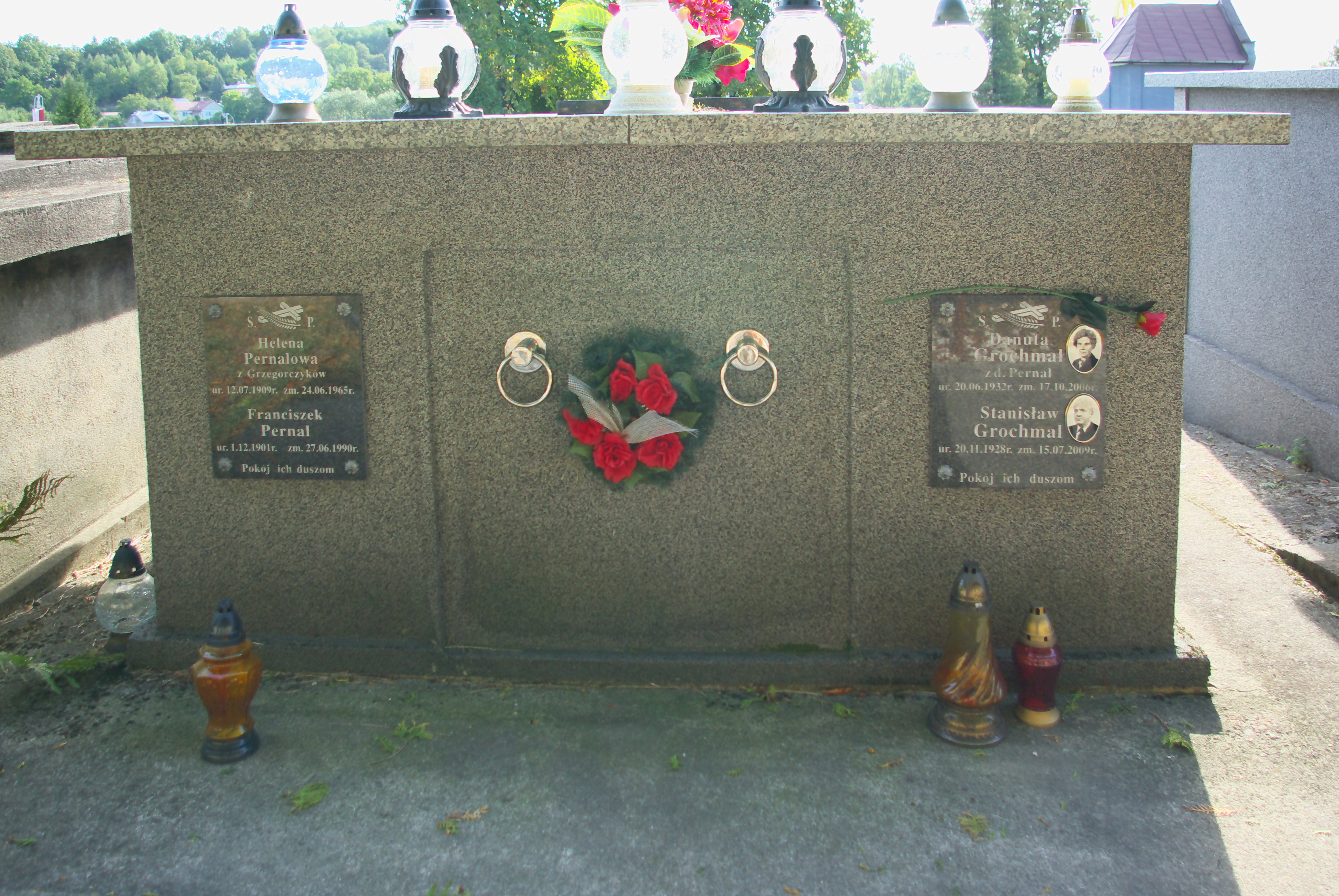
Grobowiec rodziny Pernalów i Grochmalów w Sanoku

Urodził się 20 listopada 1928 w Odrzykoniu jako syn Jana i Heleny. Został funkcjonariuszem Urzędu Bezpieczeństwa Publicznego, od 10 listopada 1951 był wartownikiem w areszcie Powiatowego UBP w Sanoku, od 1 grudnia 1951 słuchaczem Międzywojewódzkiej Szkoły w Krakowie, a od 1 lipca 1952 referentem w kierownictwie sanockiego PUBP. Od 1 listopada 1952 działał jako referent referatu ochrony przy dyrekcji Sanockiego Kopalnictwa Naftowego w Sanoku, służbowo przydzielony do Referatu Ochrony w Wydziale IV WUBP w Rzeszowie. Później służył w Powiatowym Urzędzie do spraw Bezpieczeństwa Publicznego w Sanoku jako referent terenowy od 1 kwietnia 1955, następnie jako oficer operacyjny w stopniu podporucznika od 1 kwietnia do 31 grudnia 1956. Według dokumentacji zgromadzonej w IPN w latach 50. był rezydentem o pseudonimie „Piwowar”.
W 1960 został pracownikiem Sanockiej Fabryki Autobusów „Autosan” w Sanoku. Z ramienia SFA zajmował się przyzakładowym punktami konsultacyjnymi Politechniki Krakowskiej i  Akademii Ekonomicznej w Krakowie. Był działaczem PZPR. Zaangażował się w działalność utrzymywanego przez zakład wielosekcyjnego klubu sportowego Stal Sanok. Od 1960 działał w zarządzie Stali Sanok, od 1963 był wiceprezesem, od 1965 wiceprezesem ds. sportowych, a od 1968 do września 1988 pełnił funkcję prezesa klubu (kilkakrotnie wybierany na to stanowisko), od 1988 był drugim wiceprezesem klubu (prezesem został wówczas Zdzisław Smoliński). W latach 70. był członkiem Społecznego Komitetu Budowy Ośrodków Sportowych w Sanoku. W 1984 był koordynatorem prac modernizacyjnych lodowiska Torsan Ponadto pełnił funkcję osoby odpowiedzialnej za sekcję hokeja na lodzie Stali Sanok, stanowisko prezesa ds. działalności gospodarczej i obiektów sportowych (1989) oraz wiceprezesa ds. inwestycyjnych (do 1996), ponownie wybrany członkiem zarządu w grudniu 1996. Został wybrany wiceprzewodniczącym Wojewódzkiej Federacji Sportu w Krośnie.
W styczniu 1983 został zastępcą prezesa zarządu Towarzystwa Rozwoju i Upiększania Miasta Sanoka. 23 października 1988 został wybrany szefem komisji historycznej Koła Miejsko-Gminnego Związku Bojowników o Wolność i Demokrację w Sanoku. Był działaczem Polskiego Stowarzyszenia Diabetyków, prezesem koła w Sanoku, prezesem koła okręgowego i członkiem zarządu głównego PSD.
Stanisław Grochmal zmarł 15 lipca 2009 w Sanoku. Został pochowany w grobowcu rodzinnym na Cmentarzu Centralnym w Sanoku 17 lipca 2009. Jego żoną była Danuta z domu Pernal (1932-2006).

## Odznaczenia i wyróżnienia
- Krzyż Oficerski Orderu Odrodzenia Polski (1987)[18]
- Krzyż Kawalerski Orderu Odrodzenia Polski (1971)
- Medal 30-lecia Polski Ludowej (1974)[19]
- Złota honorowa odznaka Wojewódzkich Federacji Sportu (1975)[20]
- Odznaka „Zasłużony Działacz Związku Zawodowego Metalowców” (1976)[21]
- Srebrna odznaka „Zasłużony Działacz Kultury Fizycznej” (1976)[22]
- Odznaka „Zasłużony Działacz Federacji "Stal"” (1976)[21]
- Odznaka „Zasłużony dla Sanockiej Fabryki Autobusów”
- Odznaka „Zasłużony dla Sanoka” (1976[21], 1978[23])
- Odznaka „Zasłużony Pracownik Sanockiej Fabryki Autobusów” (1982)[24]
- Odznaka „Zasłużony dla województwa krośnieńskiego” (1983)[3]
- „Jubileuszowy Adres” (1984)[25]
- Nagroda specjalna wojewody krośnieńskiego „Za wybitny wkład w rozwój województwa krośnieńskiego” (1985)[26][27]